# Eurowings
Eurowings Luftverkehrs er et regionalt flyselskab fra Tyskland. Selskabet er ejet af tyske Lufthansa, og har hub og hovedkontor på Flughafen Düsseldorf International i Düsseldorf.
Selskabet fløj i september 2013 ruteflyvninger til omkring 45 destinationer i Tyskland og Europa, udelukkende på vegne af moderselskabet Lufthansa. Flyflåden bestod af 23 fly af typen Bombardier CRJ900. Flyene havde en gennemsnitsalder på 3,9 år, og havde plads til 86 passagerer.

## Historie
Selskabet blev etableret i 1993 efter en fusion af Nürnberger Flugdienst (NFD), og Reise-und Industrieflug (RFG), to regionale flyselskaber med base i Nürnberg og Dortmund. De første fly i flåden var ATR 42 og ATR 72 fly, som kom fra de to fusionerede selskaber. Operationerne under Eurowings navnet startede 1. januar 1994. Senere samme år blev de større BAe 146 og Airbus A310 fly føjet til flåden. Senere kom også andre flytyper til, indtil selskabet i 2011 valgte at satse på en enhedsflåde bestående af Bombardier CRJ900.
Pr. 31. december 2006 havde Lufthansa en aktiepost på 49% i Eurowings, med en option på 50,91% af de resterende aktier. På det tidspunkt ejede Eurowings lavprisflyselskabet Germanwings. I december 2008 meddelte Lufthansa at de havde købt samtlige aktier i Germanwings.
I september 2010 lukkede Eurowings sit hovedkvarter og tekniske afdeling i Dortmund, og flyttede til Düsseldorf. I marts 2011 blev vedligeholdelsesafdelingen i Flughafen Nürnberg også lukket.
Eurowings er kontrolleret af Lufthansa som medlem af Lufthansa Regional, som er et strategisk samarbejde mellem fire regionale europæiske luftfartsselskaber (Air Dolomiti, Augsburg Airways, Eurowings og Lufthansa CityLine).

## Flytyper igennen tiderne
Igennem årene har Eurowings haft følgende fly i flåden: